# Фунтаналс-да-Сарданья
Фунтана́лс-да-Сарда́нья (кат. Fontanals de Cerdanya, вимова літературною каталанською [funtə'naɫs də səɾ'daɲə]) - муніципалітет, розташований в Автономній області Каталонія, в Іспанії. Код муніципалітету за номенклатурою Інституту статистики Каталонії - 170694. Знаходиться у районі (кумарці) Башя-Сарданья (коди району - 15 та CD) провінції Жирона, згідно з новою адміністративною реформою перебуватиме у складі баґарії (округи) Ал-Пірінеу і Баль-д'Аран. 

## Назва муніципалітету
Назва муніципалітету походить від лат. fontanāle та лат. Ceretānia - "країна серетанів", кельтського племені, що мешкало на цій території до завоювання Іберії Римом.

## Населення
Населення міста (у 2007 р.) становить 443 особи (з них менше 14 років - 8,8%, від 15 до 64 - 73,8%, понад 65 років - 17,4%). У 2006 р. народжуваність склала 1 особа, смертність - 4 особи, зареєстровано 1 шлюб. У 2001 р. активне населення становило 197 осіб, з них безробітних - 6 осіб.

Серед осіб, які проживали на території міста у 2001 р., 367 народилися в Каталонії (з них 203 особи у тому самому районі, або кумарці), 28 осіб приїхало з інших областей Іспанії, а 11 осіб приїхало з-за кордону. 

Вищу освіту має 16,0% усього населення. 

У 2001 р. нараховувалося 154 домогосподарства (з них 33,1% складалися з однієї особи, 24,0% з двох осіб,11,0% з 3 осіб, 17,5% з 4 осіб, 7,8% з 5 осіб, 5,2% з 6 осіб, 1,3% з 7 осіб, 0,0% з 8 осіб і 0,0% з 9 і більше осіб).

Активне населення міста у 2001 р. працювало у таких сферах діяльності : у сільському господарстві - 17,3%, у промисловості - 12,6%, на будівництві - 16,2% і у сфері обслуговування - 53,9%. 

 У муніципалітеті або у власному районі (кумарці) працює 135 осіб, поза районом - 104 особи.

### Безробіття
У 2007 р. нараховувалося 7 безробітних (у 2006 р. - 7 безробітних), з них чоловіки становили 28,6%, а жінки - 71,4%.

## Економіка

### Підприємства міста

#### Промислові підприємства
| \| Промислові підприємства міста, за сферою діяльності \| Промислові підприємства міста, за сферою діяльності \| Промислові підприємства міста, за сферою діяльності \| \| Рік \| 2002 р. \| 2001 р. \| \| --------------------------------------------------- \| --------------------------------------------------- \| --------------------------------------------------- \| \| Енергетичні та водні ресурси \| 33,3% \| 100,0% \| \| Хімія та метали \| 66,7% \| 0,0% \| \| Переробка металів \| 0,0% \| 0,0% \| \| Продукти харчування \| 0,0% \| 0,0% \| \| Текстиль \| 0,0% \| 0,0% \| \| Виробництво меблів, видання \| 0,0% \| 0,0% \| \| Інше \| 0,0% \| 0,0% \| \| Усього підприємств \| 3 \| 2 \| |         |         |
| Промислові підприємства міста, за сферою діяльності |         |         |
| Рік | 2002 р. | 2001 р. |
| Енергетичні та водні ресурси | 33,3%   | 100,0%  |
| Хімія та метали | 66,7%   | 0,0%    |
| Переробка металів | 0,0%    | 0,0%    |
| Продукти харчування | 0,0%    | 0,0%    |
| Текстиль | 0,0%    | 0,0%    |
| Виробництво меблів, видання | 0,0%    | 0,0%    |
| Інше | 0,0%    | 0,0%    |
| Усього підприємств | 3       | 2       |

#### Роздрібна торгівля
| \| Підприємства роздрібної торгівлі міста, за сферою діяльності \| Підприємства роздрібної торгівлі міста, за сферою діяльності \| Підприємства роздрібної торгівлі міста, за сферою діяльності \| \| Рік \| 2002 р. \| 2001 р. \| \| ------------------------------------------------------------ \| ------------------------------------------------------------ \| ------------------------------------------------------------ \| \| Продукти харчування \| 0,0% \| 0,0% \| \| Одяг та взуття \| 0,0% \| 0,0% \| \| Товари для дому \| 0,0% \| 0,0% \| \| Книги та періодичні видання \| 0,0% \| 0,0% \| \| Промислова хімічна продукція \| 100,0% \| 100,0% \| \| Продукція, пов'язана з транспортними засобами \| 0,0% \| 0,0% \| \| Інше \| 0,0% \| 0,0% \| \| Усього підприємств \| 1 \| 1 \| |         |         |
| Підприємства роздрібної торгівлі міста, за сферою діяльності |         |         |
| Рік | 2002 р. | 2001 р. |
| Продукти харчування | 0,0%    | 0,0%    |
| Одяг та взуття | 0,0%    | 0,0%    |
| Товари для дому | 0,0%    | 0,0%    |
| Книги та періодичні видання | 0,0%    | 0,0%    |
| Промислова хімічна продукція | 100,0%  | 100,0%  |
| Продукція, пов'язана з транспортними засобами | 0,0%    | 0,0%    |
| Інше | 0,0%    | 0,0%    |
| Усього підприємств | 1       | 1       |

#### Сфера послуг
| \| Підприємства міста, що працюють у сфері послуг, за діяльністю \| Підприємства міста, що працюють у сфері послуг, за діяльністю \| Підприємства міста, що працюють у сфері послуг, за діяльністю \| \| Рік \| 2002 р. \| 2001 р. \| \| ------------------------------------------------------------- \| ------------------------------------------------------------- \| ------------------------------------------------------------- \| \| Гуртова торгівля \| 0,0% \| 2,6% \| \| Готелі та готельний бізнес \| 31,6% \| 23,7% \| \| Транспорт та зв'язок \| 2,6% \| 2,6% \| \| Посередницькі фінансові послуги \| 0,0% \| 0,0% \| \| Послуги підприємствам \| 5,3% \| 5,3% \| \| Послуги фізичним особам \| 28,9% \| 28,9% \| \| Нерухомість та ін. \| 31,6% \| 36,8% \| \| Усього підприємств \| 38 \| 38 \| |         |         |
| Підприємства міста, що працюють у сфері послуг, за діяльністю |         |         |
| Рік | 2002 р. | 2001 р. |
| Гуртова торгівля | 0,0%    | 2,6%    |
| Готелі та готельний бізнес | 31,6%   | 23,7%   |
| Транспорт та зв'язок | 2,6%    | 2,6%    |
| Посередницькі фінансові послуги | 0,0%    | 0,0%    |
| Послуги підприємствам | 5,3%    | 5,3%    |
| Послуги фізичним особам | 28,9%   | 28,9%   |
| Нерухомість та ін. | 31,6%   | 36,8%   |
| Усього підприємств | 38      | 38      |

## Житловий фонд
У 2001 р. 1,9% усіх родин (домогосподарств) мали житло метражем до 59 м2, 16,2% - від 60 до 89 м2, 35,1% - від 90 до 119 м2 і
46,8% - понад 120 м2.

З усіх будівель у 2001 р. 14,3% було одноповерховими, 77,6% - двоповерховими, 8,1
% - триповерховими, 0,0% - чотириповерховими, 0,0% - п'ятиповерховими, 0,0% - шестиповерховими,
0,0% - семиповерховими, 0,0% - з вісьмома та більше поверхами.

## Автопарк
| \| Автомобілі, зареєстровані у місті, за призначенням \| Автомобілі, зареєстровані у місті, за призначенням \| Автомобілі, зареєстровані у місті, за призначенням \| \| Рік \| 2006 р. \| 2005 р. \| \| -------------------------------------------------- \| -------------------------------------------------- \| -------------------------------------------------- \| \| Приватні автомобілі \| 51,7% \| 50,8% \| \| Мотоцикли \| 10,4% \| 10,1% \| \| Вантажівки \| 29,2% \| 30,2% \| \| Трактори \| 0,2% \| 0,5% \| \| Автобуси та ін. \| 8,4% \| 8,5% \| \| Усього автомобілів \| 462 шт. \| 437 шт. \| |         |         |
| Автомобілі, зареєстровані у місті, за призначенням |         |         |
| Рік | 2006 р. | 2005 р. |
| Приватні автомобілі | 51,7%   | 50,8%   |
| Мотоцикли | 10,4%   | 10,1%   |
| Вантажівки | 29,2%   | 30,2%   |
| Трактори | 0,2%    | 0,5%    |
| Автобуси та ін. | 8,4%    | 8,5%    |
| Усього автомобілів | 462 шт. | 437 шт. |

## Вживання каталанської мови
У 2001 р. каталанську мову у місті розуміли 99,5% усього населення (у 1996 р. - 100,0%), вміли говорити нею 95,5% (у 1996 р. - 
95,1%), вміли читати 90,5% (у 1996 р. - 88,6%), вміли писати 75,2
% (у 1996 р. - 51,8%). Не розуміли каталанської мови 0,5%.

## Політичні уподобання
У виборах до Парламенту Каталонії у 2006 р. взяло участь 228 осіб (у 2003 р. - 256 осіб). Голоси за політичні сили розподілилися таким чином:
| \| Вибори до Парламенту Каталонії \| Вибори до Парламенту Каталонії \| Вибори до Парламенту Каталонії \| \| Рік \| 2006 р. \| 2003 р. \| \| -------------------------------------- \| ------------------------------ \| ------------------------------ \| \| Конвергенція та Єднання (CiU) \| 55,3% \| 52,0% \| \| Соціалістична партія Каталонії (PSC) \| 9,6% \| 9,8% \| \| Народна партія (PP) \| 5,3% \| 9,0% \| \| Ініціатива за Каталонію — Зелені (ICV) \| 9,6% \| 5,5% \| \| Республіканська лівиця Каталонії (ERC) \| 18,0% \| 23,4% \| \| Громадяни — Громадянська партія (C's) \| 1,3% \| 0,0% \| \| Інші \| 0,9% \| 0,4% \| |         |         |
| Вибори до Парламенту Каталонії |         |         |
| Рік | 2006 р. | 2003 р. |
| Конвергенція та Єднання (CiU) | 55,3%   | 52,0%   |
| Соціалістична партія Каталонії (PSC) | 9,6%    | 9,8%    |
| Народна партія (PP) | 5,3%    | 9,0%    |
| Ініціатива за Каталонію — Зелені (ICV) | 9,6%    | 5,5%    |
| Республіканська лівиця Каталонії (ERC) | 18,0%   | 23,4%   |
| Громадяни — Громадянська партія (C's) | 1,3%    | 0,0%    |
| Інші | 0,9%    | 0,4%    |

У муніципальних виборах у 2007 р. взяло участь 296 осіб (у 2003 р. - 277 осіб). Голоси за політичні сили розподілилися таким чином:
| \| Муніципальні вибори \| Муніципальні вибори \| Муніципальні вибори \| \| Рік \| 2007 р. \| 2003 р. \| \| -------------------------------------- \| ------------------- \| ------------------- \| \| Конвергенція та Єднання (CiU) \| 52,4% \| 58,1% \| \| Соціалістична партія Каталонії (PSC) \| 0,0% \| 0,0% \| \| Народна партія (PP) \| 1,4% \| 0,0% \| \| Ініціатива за Каталонію — Зелені (ICV) \| 0,0% \| 41,9% \| \| Республіканська лівиця Каталонії (ERC) \| 46,3% \| 0,0% \| \| Громадяни — Громадянська партія (C's) \| 0% \| 0% \| \| Інші \| 0,0% \| 0,0% \| |         |         |
| Муніципальні вибори |         |         |
| Рік | 2007 р. | 2003 р. |
| Конвергенція та Єднання (CiU) | 52,4%   | 58,1%   |
| Соціалістична партія Каталонії (PSC) | 0,0%    | 0,0%    |
| Народна партія (PP) | 1,4%    | 0,0%    |
| Ініціатива за Каталонію — Зелені (ICV) | 0,0%    | 41,9%   |
| Республіканська лівиця Каталонії (ERC) | 46,3%   | 0,0%    |
| Громадяни — Громадянська партія (C's) | 0%      | 0%      |
| Інші | 0,0%    | 0,0%    |